# 최근우
최근우(崔謹愚, 1897년 12월 17일 ~1961년 8월 3일)는 한국의 독립운동가·정치인이다. 일본으로 유학하여 도쿄 상과대학에 재학 중 3·1 운동의 도화선이 되었던 ‘동경 유학생 2·8 선언’에 서명한 11명 가운데 한 사람이었으며, 후에 일본 경찰의 추적을 피하여 상하이로 건너가 대한민국 임시정부 임시의정원 의원으로 활동하였고 해방 이후에는 건국준비위원회에서 활동했으며, 대한민국 정부 수립이후에는 1960년에 사회당을 창당했으나 곧 와해되어 군사정권하에 체포,구속되어 1961년 옥사했다. 호는 '우당'(愚堂)이다.

## 생애
1897년 경기도 개성에서 태어났다. 일찍이 일본 도쿄로 유학을 갔는데 도쿄고상 재학 중 3.1 운동의 도화선이 된 2.8 독립선언에 참가, 2.8 독립선언에 서명한 조선인 유학생 11인 중 한사람이다. 1919년 11월, 하라 다카시 내각의 일본 정부의 초청으로 여운형이 일본 도쿄를 방일할 때 수행원으로 동행했다. 이후 최근우는 여운형을 따라 중국 상하이로 옮긴다. 상해 대한민국 임시정부 의원으로 활동하였으며 프랑스와 독일 등지에서 유학 생활을 보냈다. 1928년 귀국하여 사회운동에 참여하였다.
1930년 10월 중국 선양시 안둥 현으로 이주해 안둥 현 민정청 사무관을 역임하고, 1940년 7월에는 친일 성향단체인 만주협화회 부회장으로 지냈으나 비교적 소극적인 활동을 하였다. 1944년에 국내 유일한 독립운동 단체인 건국동맹에 참가하였으며, 조직의 명을 받고 자신이 '만주협화회' 부회장이라는 직함을 이용해서 옌안의 화북 조선의용군을 비롯해서 해외 항일독립운동 단체와 연락을 취하고자 여러 공작 활동을 하였다. 1945년 5월에는 충칭 대한민국 임시정부와 접촉하고자 베이징으로 파견나갔지만, 당시 중일전쟁 전선이 심화되어서 도저히 충칭까지 갈 수 있는 형편이 아니었다고 한다. 그럼에도 불구하고 여러번 연락을 취하고자 시도했다고 한다.
해방 후 건국준비위원회 총무부장으로 활동으로 활동했다. 한달 뒤 1945년 9월 조선인민공화국 중앙인민위원회 후보위원으로, 그리고 외무부장 대리로 선임되었다. 1947년에는 근로인민당 창당에 참여, 활동했다.
대한민국 정부 수립 이후 제1공화국 시기에 대통령 이승만으로부터 여러차례 회유와 권유가 왔었다고 하는데, 최근우는 이를 거절하다가 여러차례 구속되는 고초를 겪었다고 한다. 1960년 4.19 혁명 이후 혁신세력을 집결하기 위해 진보정당인 사회당을 창당하였으나 이내 곧 제3공화국 군사정권으로 넘어가면서 정당은 와해되었고 최근우는 군사정권에 의해 체포,구속되어 1961년에 옥사했다.

## 사후
일제 말기 만주국 '만주협화회' 부회장직을 지낸 경력으로 명단에 그의 이름이 나와 처음에는 친일인명사전명단에 수록되었다. 그러나, 이 무렵 최근우는 일제말기에 지하 비밀결사 독립운동단체 ‘건국동맹’에 참여하고 활동한 것이 동일 인물로 판명돼 명단에서 빠졌다.